# Anochetus pangens
Anochetus pangens é uma espécie de formiga do gênero Anochetus, pertencente à subfamília Ponerinae.